# Humberto Leytón Armendia
Humberto Leytón Armentia (Tupiza, 9 de enero de 1943 - 4 de diciembre del 2009) conocido como el Negrito Leyton o El Rompecantarito, fue cantautor de boleros, música folclórica de Bolivia, reconocido en América Latina y Europa. Se definía a sí mismo como "Enamorado de su pueblo" antes que "cantante", en lo que fue una distinción fundamental de la nueva canción Boliviana.
Es uno de los más conocidos artistas tupiceños, ganador del Festival Lauro de la Canción, en 1969, como mejor solista, grabó dieciséis discos, varios de ellos premiados por sus extensas ventas”.
Entre sus últimas producciones está un material discográfico en homenaje a la Batalla de Suipacha (1810-1998) “Humberto Leytón y los Chicheños”; “Humberto Leytón y los del Pago”, este último conformado por artistas tupiceños de destacada trayectoria regional: Víctor Enrique Caro (Charlie, llamado cariñosamente por el negrito "Henry"), Leonardo Vargas (Leo) y el violinista Jorge Castro Arenas (Jorgito); con El Botarate como principal sencillo; y finalmente “Humberto Leytón colección de oro”, con 23 videos musicales.
Leytón fue el primer artista en interpretar “Mi Escuelita”, de Willy Ernesto Alfaro Carballo, canción en ritmo de tonada,  símbolo de la niñez Tupiceña, luego interpretada por otros artistas de Bolivia.